# 南夏普斯克里克鎮區 (堪薩斯州麥克弗森縣)
南夏普斯克里克鎮區（英語：South Sharps Creek Township）為美國堪薩斯州麥克弗森縣轄下的鎮區。2010年美国人口普查中此鎮區人口有111人。

## 地理
南夏普斯克里克鎮區涵蓋總面積為93.6平方（36.15平方英里），其中陸地面積為93.5平方（36.09平方英里），水域面積為0.16平方（0.06平方英里）或0.17%。

## 人口統計
根據2010年美國人口普查，南夏普斯克里克鎮區人口有111人，其中男性有56人，女性有55人，人口密度為每平方公里1.19人，住房計42戶。鎮區內的白人有107人，非裔美國人有0人，美洲原住民有0人，亞裔美國人有0人，太平洋島裔美國人有0人，其他種族有4人，混血種族則有0人。此外鎮區內有6人為西班牙裔或拉丁裔美國人。此鎮區之年齡中位數為36.2歲，而男性年齡中位數為38.5歲，女性年齡中位數為34.8歲。